# 卡斯特縣 (蒙大拿州)
卡斯特縣（英語：Custer County）是美國蒙大拿州東南部的一個縣。面積9,824平方公里。根據美國2000年人口普查，共有人口11,696人。縣治邁爾斯城（Miles City）。
成立於1865年2月2日，是原始的九個縣之一，原名比格霍恩縣，1877年改用現名。縣名紀念於小大角戰役陣亡的美國將軍喬治·阿姆斯特朗·卡斯特。